# Dorcadion urdzharicum
Dorcadion urdzharicum là một loài bọ cánh cứng trong họ Cerambycidae.